# Ike Williams
Ike Williams (* 2. Februar 1923 in Brunswick, Georgia; † 5. September 1994 in Los Angeles, Kalifornien) war ein US-amerikanischer Boxer.
Williams, ein bedingungsloser Angriffsboxer mit ausgeprägter Schlagkraft und stilistisch mit Roberto Durán vergleichbar, war ein schwarzer Leichtgewichtsboxer der Nachkriegszeit. Er kämpfte aber in seiner Karriere auch gegen Weltergewichtler wie George Costner, Johnny Brannon und vor allem Kid Gavilán.
Er wurde 1940 Profi, blieb nach einigen Niederlagen zu Beginn seiner Karriere in den Jahren 1942 und 1943 ungeschlagen.
1944 traf er auf einen seiner beiden Erzrivalen, den klassischen Konterboxer Bob Montgomery, der gegen ihn vollkommen dominierte und in der zwölften Runde durch KO gewann. Auch mit dem vergleichsweise unbekannten Willie Joyce, sein Angstgegner, hatte er immer seine Probleme. Er verlor drei von vier ihrer Kämpfe.
1945 gewann er den NBA-Weltmeistertitel durch KO gegen Juan Zurita. Den Mexikaner Enrique Bolanos knockte er dreimal aus. Als unumstrittener Leichtgewichtsweltmeister wurde er dennoch erst nach dem KO-Sieg gegen NYSAC-Champ Montgomery im Rückkampf im August 1947 anerkannt.
Auf seinen zweiten großen Rivalen Beau Jack, der ebenfalls aus Georgia stammte, traf er erstmals 1948 und gewann durch technischen KO in der sechsten Runde. 1948 konnte er zudem den kubanischen Weltergewichtler Gavilán im ersten Aufeinandertreffen schlagen, hatte ihn sogar am Boden, er verlor jedoch zwei weitere Kämpfe gegen ihn.
1951 unterlag er im Titelkampf Jimmy Carter. Er sagte 1960 vor dem Senat aus, dass ihm zwar eine Bestechungssumme angeboten war, um zu verlieren (ebenso wie im Rückkampf gegen Gavilán, den er auch verlor), dass er aber abgelehnt und regulär verloren hätte. Andererseits gab er an, dass die KO-Niederlage gegen Chuck Davey fingiert gewesen sei.
Nach einem Unentschieden und KO gegen Beau Jack in auch dessen letztem Kampf beendete er 1955 seine Karriere.
Da Williams ab Mitte der 1940er von dem Mafioso Frank „Blinky“ Palermo gemanagt wurde, hängt ein Fragezeichen über seinen Erfolgen. Das Ring Magazine bewertet ihn trotzdem als fünftbesten Leichtgewichtler aller Zeiten. 1990 fand Williams Aufnahme in die International Boxing Hall of Fame.